# أنيسة بنت الحارث
أنيسة بنت الحارث بن عبد العزي بن رفاعة السعدي، وأمها حليمة السعدية، وهي أخت النبي محمد  من الرضاعة، وقالت حوزة الهدى للدراسات الإسلامية: «وأمَّا أنيسة فذكروا أنَّها أخته من الرضاعة لأنَّها بنت للحارث زوج حليمة مرضعة النبيِّ (ص) ولم نجد ما يدلُّ على وجودها بعد مبعث النبي (ص).».